# Acraea vosseleri
Acraea vosseleri är en fjärilsart som beskrevs av Le Doux 1928. Acraea vosseleri ingår i släktet Acraea och familjen praktfjärilar. Inga underarter finns listade i Catalogue of Life.